# Plusiophaes albirena
Plusiophaes albirena är en fjärilsart som beskrevs av François Louis Nompar de Caumont de Laporte 1972. Plusiophaes albirena ingår i släktet Plusiophaes och familjen nattflyn. Inga underarter finns listade i Catalogue of Life.